# Fox-trotter du Missouri
Pour les articles homonymes, voir Missouri.
Le Fox-trotter du Missouri est une race de chevaux originaire du Missouri dans les États-Unis, sélectionnée pour son allure particulière, le fox trot, une sorte d'amble rompu dont la vitesse moyenne de 8 à 12 km/h.

## Dénomination
L'encyclopédie mondiale des chevaux (2010) traduit son nom en français par « Fox-trotter du Missouri ».

## Histoire
Le Fox-trotter du Missouri provient des Monts Ozarks.

## Description
Le Fox-trotter du Missouri  mesure 1,42 m à 1,63 m. Il possède une petite tête fine et de profil rectiligne, ses yeux sont généralement grands et expressifs, il possède également de petites oreilles mobiles. Son élégante encolure est attachée à de puissantes épaules, avec un garrot fortement prononcé. Sa poitrine est large et profonde. Son dos est court, droit et fort. Sa croupe, parfois ovale, est musclée avec un port de queue attaché haut. Ses membres sont fins, avec des petits pieds fragiles. Les crins sont peu fournis et fins.
Toutes les robes sont admises. L'alezan et le bai sous toutes les nuances sont les plus fréquentes, suivies par le noir, le rouan, le gris et le pie.
Le Fox-trotter du Missouri étant un cheval de bétail, est avant tout, calme et obéissant. Incroyablement endurant et courageux, il peut couvrir de longues distances (parfois plusieurs heures) en randonnée.

### Allures
Il possède les trois allures naturelles du cheval : le pas, le trot et le galop, et pratique également trois autres allures : le fox-trot, le flat-floot walk et le canter. Le fox-trot, allure marchée et glissée à quatre temps égaux, est à la fois rapide et confortable, avec une vitesse moyenne de 8 à 12km/h, pouvant atteindre 16km/h. C'est une allure intermédiaire entre le pas et le trot. Le flat floot walk possède le mécanisme du pas, mais le cheval laisse « traîner » ses sabots. Les éleveurs ont rendu cette allure plus confortable pour le cavalier, en limitant l'élévation des genoux et des jarrets des chevaux. Le canter est un galop très rassemblé. Les Américains définissent cette allure, pour le Missouri Fox Trotter, comme un intermédiaire entre le galop moyen et le slow gait, qui un galop très lent à quatre temps.
Le Missouri Fox Trotter a fait l'objet d'une étude visant à déterminer la présence de la mutation du gène DMRT3 à l'origine des allures supplémentaire : l'étude de 42 sujets a permis de détecter la présence de cette mutation chez 100 % d'entre eux, et l’existence de chevaux d'allures parmi la race.  

## Diffusion de l'élevage
Depuis les États-Unis, la race s'est exportée au Canada et dans une partie de l'Europe, particulièrement en Allemagne. Par ailleurs, l'ouvrage Equine Science (4e édition de 2012) le classe parmi les races de chevaux de selle connues au niveau international.